# Conops brunneomaculatus
Conops brunneomaculatus är en tvåvingeart som beskrevs av Krober 1940. Conops brunneomaculatus ingår i släktet Conops och familjen stekelflugor.
Artens utbredningsområde är Filippinerna. Inga underarter finns listade i Catalogue of Life.